# Sadruddin Aga Khan

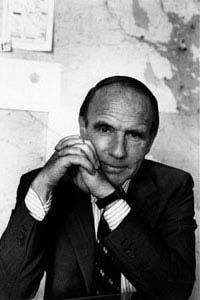
Sadruddin Aga Khan (1991)

Prinz Sadruddin Aga Khan (persisch صدرالدین آقاخان * 17. Januar 1933 in Neuilly-sur-Seine; † 12. Mai 2003 in Boston) war von 1965 bis 1977 UN-Flüchtlingshochkommissar.
Er war der Sohn des 1957 verstorbenen Fürsten Aga Khan III., damaliges Oberhaupt der Ismailiten, und dessen zweiter Frau, Andrée Joséphine Carron. Er war ein Onkel von Karim Aga Khan IV., dem späteren 49. Imam der Ismaeliten.
Prinz Sadruddin hatte einen iranischen, französischen und Schweizer Pass. Er sprach fließend Französisch, Englisch, Deutsch und Italienisch.
Er studierte in Harvard und am Centre of Middle Eastern Studies. Seine berufliche Laufbahn begann als Verleger des Paris Review. Ab 1958 war Sadruddin Aga Khan als Berater für die UNESCO tätig. 1959 wechselte er zum UN-Flüchtlingshilfswerk (UNHCR), wo er von 1965 bis 1977 das Amt des Hochkommissars für Flüchtlinge bekleidete. In seine Amtszeit fielen u. a. Flüchtlingskrisen in Biafra, Bangladesch, Vietnam und Chile. Seine Nominierung für das Amt des Generalsekretärs der Vereinten Nationen scheiterte 1981 am Veto der Sowjetunion. Von 1988 bis 1990 war Sadruddin Aga Khan Koordinator der humanitären Hilfsprojekte der UN in Afghanistan. Eine erneute Nominierung als UN-Generalsekretär blieb 1991 wiederum erfolglos.
1978 erhielt er den Menschenrechtspreis der Vereinten Nationen. 1979 wurde Sadruddin Aga Khan mit der Dag-Hammarskjöld-Ehrenmedaille der Deutschen Gesellschaft für die Vereinten Nationen ausgezeichnet, 1991 wurde er in die American Academy of Arts and Sciences gewählt.
Sadruddin Aga Khan lebte hauptsächlich in der Schweiz. 1957 heiratete er Nina Dyer (1930–1965), die geschiedene Frau von Baron Hans Heinrich Thyssen-Bornemisza de Kászon, von der er 1962 wieder geschieden wurde. 1972 heiratete er Katherine Beriketti.
Sadruddin Aga Khan war ein Sammler islamischer Bücher und Kunstwerke. Nach dem Ende seiner UN-Karriere gründete er 1977 in Genf die „Bellerive“-Stiftung, die sich für Umweltschutz, Minderheitenrechte und Friedensforschung engagiert. 1981 forderte er weltweite Gesetze gegen Tierversuche, die er aus ethischen Gründen ablehnte.
Er starb 2003 in Boston, Massachusetts.

## Auszeichnungen
- Kommandeur der französischen Ehrenlegion (1979)
- Order of Homayoun First Class (Iran)
- Order of Star of the Nile (Sudan)
- Päpstlicher Silvesterorden (KCSS)
- Order of Hilal-e-Pakistan
- Komtur mit Stern des Verdienstordens der Republik Polen
- Knight Commander des Order of the British Empire (KBE)
- Ehrendoktor der Fletcher School, Tufts University (1986)
- Ehrendoktor der Universität Nizza (1988)
- Ehrendoktor der Universität Leeds (1992)
- Ehrenbürger der Stadt Genf